# Nitchō
Nitchō (日頂, 1252 - 19 avril 1317), également connu sous les noms Niccho oo Iyo-bo, est un disciple de Nichiren qu'il a aidé à construire Honmon-ji et Hongaku-ji.
Nitchō est le beau-fils de Toki Jonin. Dans sa jeunesse il étudie le Bouddhisme Tendai mais se joint à Nichiren sur les recommandations de Jonin et le suit dans l'île de Sado. Il aide Nikkō à fonder Honmon-ji. 
Nitchō  (日頂) ne doit pas être confondu avec Nitcho (日澄) (1262-1310), fils biologique de Toki Jonin. Nitcho (日澄) devient le disciple de Nikko en 1300 puis le premier chef instructeur du séminaire d'Omosu.